# レモンチョウチョウウオ
レモンチョウチョウウオ（檸檬蝶々魚、学名：Chaetodon semeion）は、スズキ目チョウチョウウオ科に分類される魚類の一種。種小名は、糸状に伸びる背鰭の後方から「旗」を意味し、和名は黄色の体色、英名は体側の黒い点に由来する。

## 形態
- 全長26cm[3][4]。
- 体色はオレンジ色に近い黄色[5]。
- 頭部に青い部分がある。
- 背びれの後方が糸状に長く伸びる[2]。
- 警戒すると黒ずむ[4]。
- 幼魚は眼状斑がある[5]。

## 生態
雑食性。
水深5-25mのサンゴ礁に生息している。臆病な性格で警戒心が強い。

## 分布
西部太平洋、インド洋。

## 人とのかかわり
観賞魚。性格上、飼育下では黒っぽくなる。